# Cappelle-en-Pévèle

Cappelle-en-Pévèle este o comună în departamentul Nord, Franța. În 1 ianuarie 2022 avea o populație de 2.259 de locuitori.